# École supérieure de gestion et des systèmes d'information
Pour les articles homonymes, voir ISMA.
L’École Supérieure de Gestion et des Systèmes d'Information (en letton : Informācijas sistēmu menedžmenta augstskola, sigle ISMA) est un établissement privé d'enseignement supérieur dont le siège est dans le quartier Maskavas forštate à Riga en Lettonie.

## Présentation
L'ISMA propose un enseignement de la préparation préscolaire jusqu'aux études doctorales. 
Le siège de l'ISMA est situé à Riga. 
L'ISMA possède deux filiales officielles à Riga en Lettonie et à Fergana en Ouzbékistan.
L'ISMA a également de centres de représentation dans le monde entier : Russie, Ukraine, Biélorussie, Kazakhstan.

## Filières d'enseignement
Les filières proposées sont:

### Cycle court
Durée des études : 2 ans
- Entrepreneuriat immobilier
- Entrepreneuriat dans la restauration
- Technologies de l'information appliquées

### Licence Professionnelle
Durée des études : 4 ans
- Administration des affaires
  - Administration des affaires
  - Gestion dans le secteur musical
  - Communication d'entreprise
- Administration des affaires dans le tourisme
  - Gestion du tourisme et de l'hôtellerie
  - Gestion des affaires de restauration et de clubs
  - Technologies numériques dans le tourisme
- Systèmes d'information
  - Systèmes de télécommunications
  - Administration et sécurité des systèmes d'information
  - Systèmes d'éducation intellectuelle
  - Systèmes appliqués de modélisation informatique
  - Systèmes informatiques électroniques appliqués
  - Technologies du Web
  - Conception informatique et technologies des médias

### Master
Durée des études : 1 à 3 ans
- Administration des affaires
  - Gestion et technologies de l'information
- Systèmes d'information
  - Gestion quantitative des risques d'entreprise
  - Gestion des risques d'entreprise
  - Administration et sécurité des systèmes d'information
  - Systèmes de télécommunications
  - Systèmes pour l'apprentissage humain
  - Systèmes de modélisation informatique appliquée
  - Systèmes d'Information et technologies du web
  - Systèmes d'information et électronique appliquée

### Doctorat
Durée des études : 3 à 4 ans
- Administration des affaires